# لندن أري

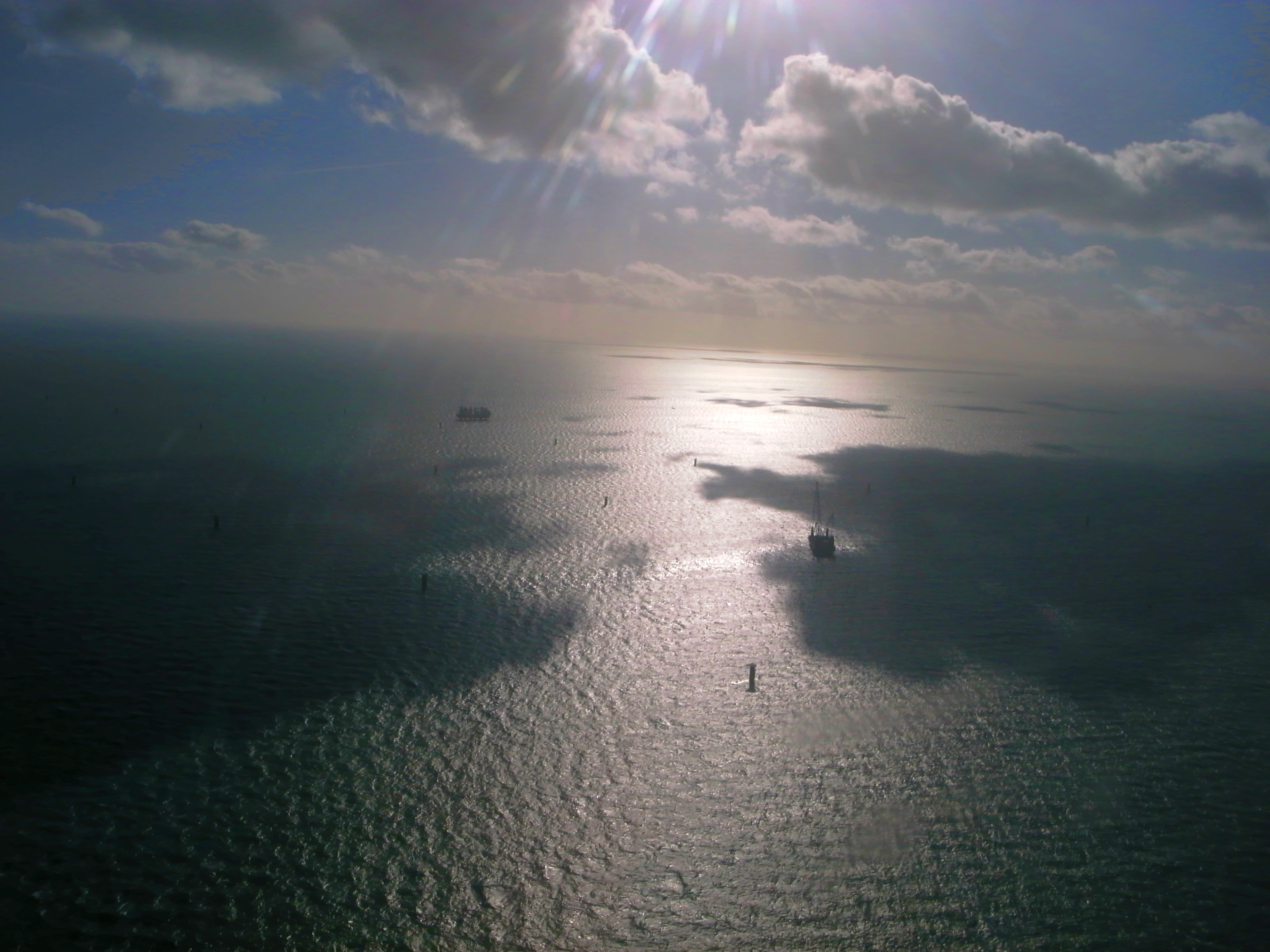
لندن اري 2009

لندن اري أو مصفوفة لندن (بالإنجليزية: London Array)‏ أكبر مزرعة رياح بحرية في العالم تقع قبالة الساحل في مصب نهر التايمز في المملكة المتحدة بقدرة إنتاجية 630 ميجاوات وقد قام بتطوير المشروع شركات إي أون ودونج إنرجي ومصدر بأبوظبي بتكلفة 1.5 مليار جنيه استرليني ، وكانت قد بدأت بتوليد الطاقة الكهربائية لأول مرة في أكتوبر 2012، ودخلت مرحلة التشغيل الكامل في يوليو 2013 حيث ستوفر الكهرباء النظيفة لنحو 500 ألف منزل في المملكة المتحدة سنويا ، وقد افتتح رئيس الوزراء البريطاني ديفد كاميرون وعبد الله بن زايد آل نهيان المشروع في 4 يوليو 2013 